# Daniel Gebhart

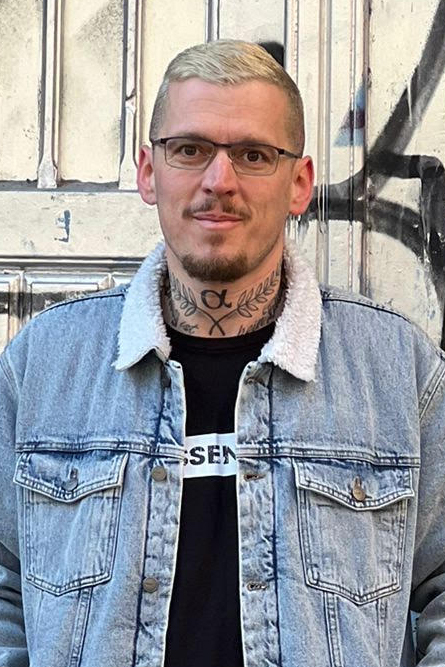
Daniel Gebhart

Daniel Gebhart (* 23. Oktober 1986 in Bad Bergzabern) ist ein deutscher Schriftsteller und Unternehmer, der sich für Drogenprävention engagiert.

## Leben
Daniel Gebhart wuchs in Landau in der Pfalz auf. Nach der Trennung seiner Eltern lebte er überwiegend bei seiner Mutter und seiner jüngeren Schwester. Die familiären Umstände und häufige Umzüge während seiner Kindheit und Jugend führten zu Verhaltensauffälligkeiten. In der Grundschule wurde bei ihm eine Aufmerksamkeitsdefizit-/Hyperaktivitätsstörung diagnostiziert, woraufhin er erfolglos mit Ritalin behandelt wurde. Seine Jugend war von psychiatrischer Behandlung und instabilen Lebensumständen geprägt.
Im Alter von zehn Jahren konsumiert Daniel erstmals Alkohol. Die Drogenproblematik intensivierte sich, und mit zwölf Jahren konsumierte er Cannabis und später zusätzlich chemische Drogen. Mit fünfzehn Jahren zog er in das Jugendwerk Landau, eine Einrichtung für problematische Jugendliche. Er begann dort Drogen zu verkaufen und wurde der Einrichtung verwiesen. Er bezog eine eigene Wohnung und begann, im großen Stil Ecstasy zu verkaufen. Nach der Geburt seiner Tochter im Jahr 2005 begann er eine Ausbildung zum Koch, die er abbrach und später durch verschiedene Aushilfsjobs ersetzte. Erneute psychische Probleme führten zu einer stationären Behandlung. Er wurde mehrfach rückfällig, arbeitete bei einem Telekommunikationsunternehmen, eröffnete eine Gastronomie und gründete eine Eventagentur.
Im Jahr 2022 veröffentlichte Gebhart seine Biografie Strassenstaub, in der er seine Drogenvergangenheit aufarbeitet. Das Buch wurde vom Krapp & Gutknecht Verlag veröffentlicht und mit Unterrichtsmaterialien zur Drogenprävention an Schulen unterstützt. Daniel Gebhart hält Lesungen an Schulen und Einrichtungen aller Schulformen. Sein zweites Buch, „Strassenstaub - Vergessene Kinder“, erschien am 1. April 2024 und thematisiert die Herausforderungen Jugendlicher während der Corona-Pandemie. Es befasst sich mit den Schwierigkeiten der Jugendlichen sowie unterschiedlichen soziokulturellen Faktoren und Reaktionen der Jugendlichen sowie deren Familien auf die veränderte Lebenssituation während des Lockdowns.
Daniel Gebhart lebt mit seiner Familie in Straubenhardt. Er ist Vater dreier Kinder. Aufgrund des langjährigen Drogenkonsums leidet er unter gesundheitlichen Folgen wie Herz-Rhythmus-Störungen, Panikattacken und depressiven Episoden.

## Werke
- Strassenstaub: Biografie. Krapp & Gutknecht, Berkheim 2023, ISBN 978-3-96323-333-3.
- Strassenstaub: Hörbuch. Krapp & Gutknecht, Berkheim 2023, ISBN 978-3-96323-335-7.
- Strassenstaub: Vergessene Kinder. Krapp & Gutknecht, Berkheim 2024, ISBN 978-3-96323-334-0.